# Paramer

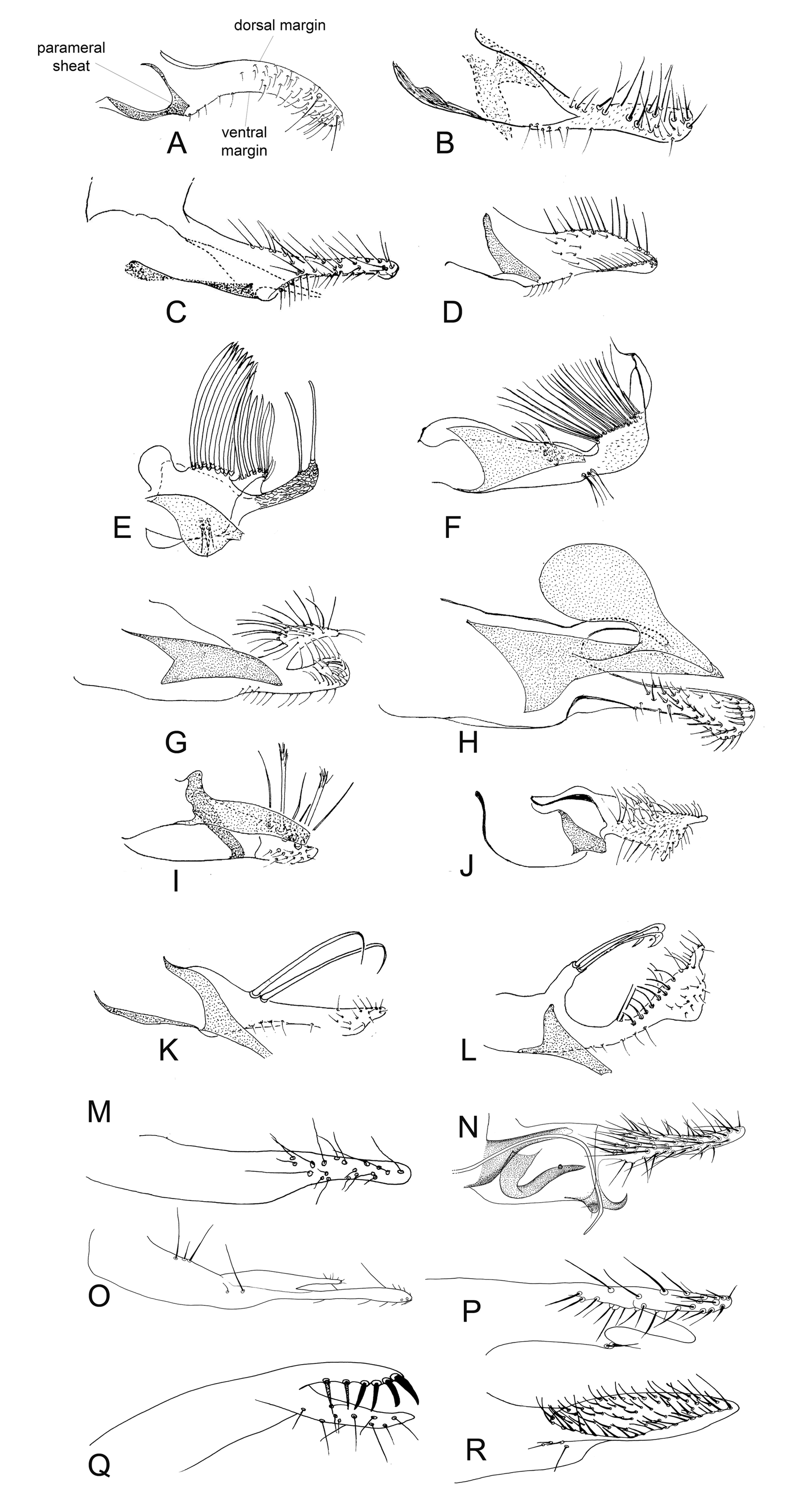
Variationen der Paramer-Struktur bei Sandmücken

Der Paramer ist ein paariges Teil der männlichen Geschlechtsorgane bei männlichen Insekten. Es entsteht aus der Phallusanlage des neunten oder zehnten Hinterleibsegments. Bei den Ohrwürmern teilt sich der primäre Phalluslappen in einen seitlichen und zur Mitte liegenden Anteil, von der äußere zu den Parameren, der innere zum paarigen Aedeagus (Penis) wird, wobei sich der linke bei höheren Formen zurückbildet. Bei den Käfern entwickeln sich die Phalluslappen entweder direkt zu den paarigen Parameren oder es kommt, wie auch bei Gleichflüglern und Wanzen ebenfalls zu einer Teilung, wobei die äußeren Lappen zu den Parameren, die inneren zum Aedeagus verschmelzen. Bei den meisten Staubläusen teilt sich der primäre Phalluslappen und bildet ein inneres und ein äußeres Parameren-Paar. Bei den Echten Tierläusen bilden die primären Phalluslappen die beiden Parameren. Bei den Fransenflüglern entstehen die Parameren entweder aus den ungeteilten Phalluslappen oder die Phalluslappen fusionieren und entwickeln sich zum Penis. Bei den Schnabelfliegen teilen sich die inneren Phalluslappenanteile noch einmal horizontal und bilden ein rückenseitiges und ein bauchseitiges Parameren-Paar. Die unterschiedliche Morphologie der Parameren ist ein wichtiges Unterscheidungsmerkmal in der Systematik der Insekten, wozu eine Genitaluntersuchung erforderlich ist. Die Parameren der verschiedenen Insektenordnungen sind in der Evolution mehrmals unabhängig entstanden, also keine homologen Strukturen.
Die Parameren stellen sich als längliche Genitalfortsätze dar und dienen als Klammerorgan bei der Kopulation.